# Guerre du Bhoutan
La guerre du Bhoutan, également connue sous le nom de guerre de Duar était une guerre opposant le Raj britannique au Bhoutan entre 1864 et 1865.

## Déroulement
La Grande-Bretagne a envoyé une mission de paix au Bhoutan au début de 1864, à la suite de la récente conclusion d'une guerre civile, sous Ashley Eden. Le dzongpon (en) de Punakha, qui en était sorti vainqueur, avait rompu avec le gouvernement central et avait mis en place un Druk Desi rival tandis que le druk desi légitime cherchait la protection du penlop de Paro et fut par la suite destitué. La mission britannique a traité alternativement le penlop rival de Paro et le penlop de Trongsa (ce dernier ayant agi au nom du druk desi), mais le Bhoutan a rejeté le traité de paix et d'amitié qu'il proposait en partie en raison de l'annexion britannique unilatérale précédente du duars (en) d'Assam. La Grande-Bretagne a déclaré la guerre en novembre 1864. Le Bhoutan n'avait pas d'armée régulière, et les forces qui existaient étaient composées de gardes de dzongs armés de platine à mèche, d'arcs et de flèches, d'épées, de couteaux et de catapultes. Certains de ces gardes dzongs, portant des boucliers et portant une armure de cotte de mailles, engagèrent les forces britanniques bien équipées.

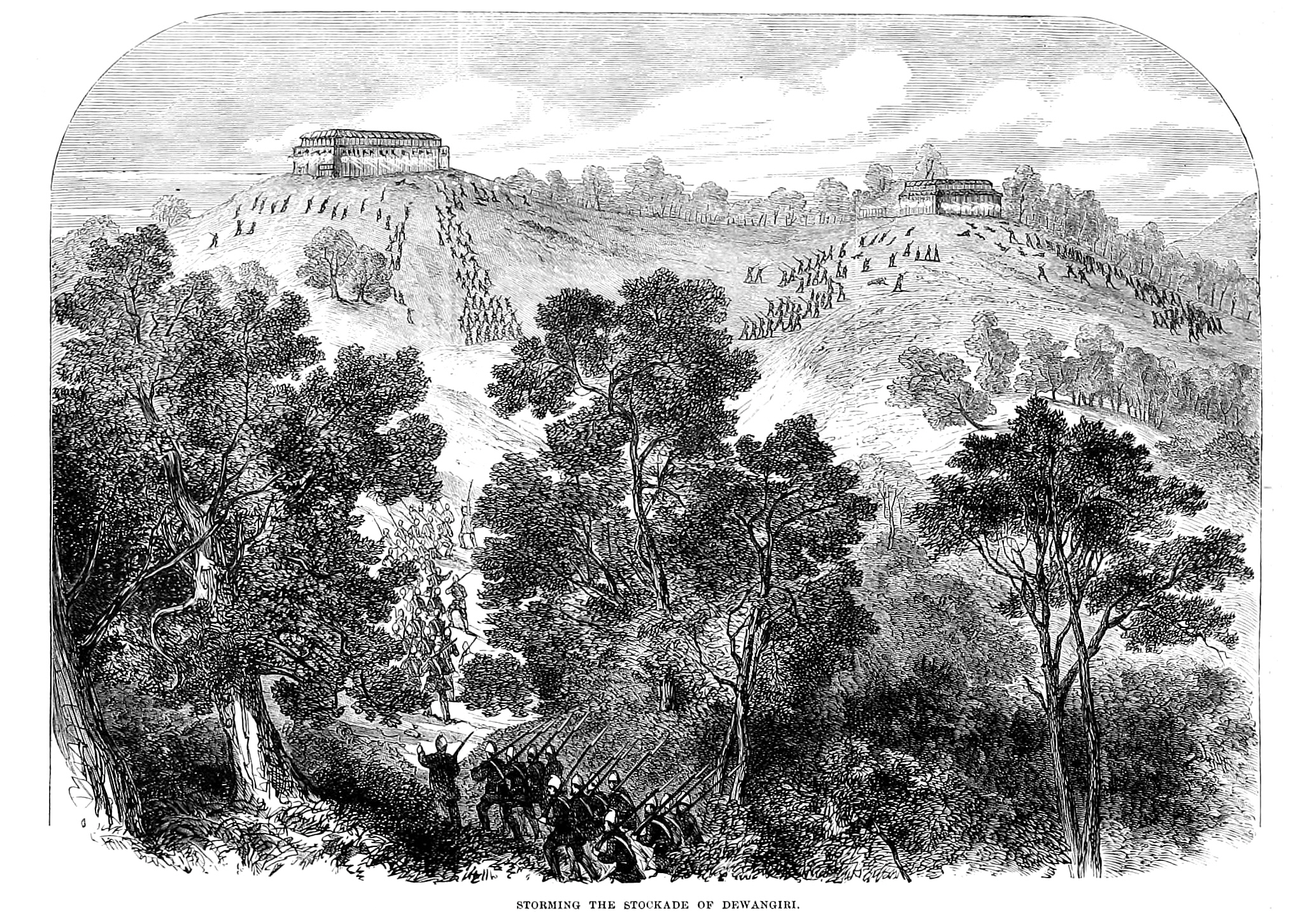
Prise du fort de Dewangiri

Le fort, connu à l'époque sous le nom de Dewangiri, à Deothang (en) a été démantelé par les britanniques en 1865. Les britanniques ont d'abord subi une défaite humiliante à Deothang et quand ils ont repris Dewangiri, ils ont beaucoup détruit pour tenter de compenser.
La guerre du Bhoutan n'a duré que cinq mois et, malgré certaines victoires des forces bhoutanaises, notamment la capture de deux obusiers, a entraîné la perte de 20% du territoire du Bhoutan et la cession forcée de territoires anciennement occupés. Aux termes du traité de Sinchula, signé le 11 novembre 1865, le Bhoutan a cédé des territoires dans les duars d'Assam et les duars du Bengale, ainsi que les 83 km² de territoire de Dewangiri dans le sud-est du Bhoutan, en échange d'une subvention annuelle de 50 000 roupies. Le traité de Sinchula a duré jusqu'en 1910, lorsque le Bhoutan et l'Inde britannique ont signé le traité de Punakha (en), en vigueur jusqu'en 1947.